# 台湾蒲公英
台湾蒲公英（学名：Taraxacum formosanum）为菊科蒲公英属下的一个种。

## 扩展阅读
- 維基物種上的相關：台湾蒲公英